# تابع الشيطان
تلميذ الشيطان (بالفرنسية: Le Disciple du Diable) هي مسرحية كتبها الكاتب الإيرلندي جورج برنارد شو سنة 1897. نُشرت بالفرنسية عن دار أوبير مونتان (Aubier-Montaigne) سنة 1956، وتُعد من أبرز أعمال شو المبكرة التي تجمع بين السخرية والدراما الأخلاقية في إطار تاريخي. تدور أحداثها في نيوهامبشير خلال الثورة الأمريكية، وتتناول قضايا الدين، الأخلاق، والتمرد الفردي.

## السياق والمضمون
كُتبت المسرحية خلال المرحلة التي كان فيها شو يميل إلى المسرح السياسي التعليمي، متأثرًا بميوله الاشتراكية ومواقفه المناهضة للمؤسسات الدينية التقليدية. تقع أحداث المسرحية خلال الثورة الأمريكية، وتركز على التوترات بين المستعمرين الأمريكيين والقوات البريطانية، ولكن من منظور فلسفي وأخلاقي ساخر.كتب شو المسرحية ضمن ثلاثية مسرحية تناولت موضوعات السلطة والمقاومة، إلى جانب مسرحيتي الإنسان والسلاح والقيصر وكليوباترا. تدور القصة حول ريتشارد داجنه، رجل متمرّد يتخذ صورة الشيطان ويعلن تحدّيه للسلطات الدينية والاجتماعية. غير أن مجريات المسرحية تكشف عن وجهه الإنساني وتُبرز تضحيته من أجل الآخرين.وتناقش المسرحية مفاهيم الأخلاق والدين من منظور نقدي. فبينما يبدو ريتشارد شخصية شريرة في الظاهر، إلا أن سلوكه يكشف عن موقف أخلاقي متقدم مقارنةً بالمتدينين التقليديين، ما يعكس فلسفة شو في مساءلة المعايير الاجتماعية والدينية.كما تُعد مسرحية تابع الشيطان من المسرحيات التأسيسية في مشروع شو الفكري المسرحي، الذي يهدف إلى "إعادة كتابة الأخلاق بلغة الدراما". وهي لا تزال تُدرّس حتى اليوم في الجامعات بوصفها نموذجًا على "المسرح الجدلي" الذي يتجاوز الثنائية بين الخير والشر.

## الشخصيات
- ريتشارد دانجرفيلد: البطل الذي يُفهم خطأً على أنه شيطان، لكنه يتصرف بنبل عظيم.
- القس أندرسون: رجل دين صادق، يصبح ضحية وشاهدًا على التناقضات الاجتماعية.
- جوديث أندرسون: زوجة القس، التي تشهد تحولها الداخلي أمام تضحيات ريتشارد.
- الجنرال بورغوين: ضابط بريطاني ساخر، يمثّل صوت العقلانية المتهكمة في المسرحية.
- وزير القضاء: شخصية ترمز إلى القانون الشكلي وعدالة السلطة.

## الترجمة والعرض الفرنسي
تمت ترجمة المسرحية إلى اللغة الفرنسية بعنوان Le Disciple du Diable سنة 1956 عن دار النشر Aubier-Montaigne. في فرنسا، عُرضت المسرحية ضمن برنامج المسرح الوطني الشعبي بقيادة جان فيلار، واختير جان ماريس لتجسيد الدور الرئيسي، وهو ما اعتُبر من أبرز أدواره المسرحية.

## جان ماريس في دور ريتشارد
قال جان ماريس عن دوره: «أعشق هذا الدور، لأنني لا أؤدي شخصية مزيفة، بل أمارس الحقيقة». وأشار في مذكراته إلى أن تعاونه مع جان فيلار في المسرح الوطني الشعبي كان لحظة حاسمة في مسيرته المسرحية.لقي العرض الفرنسي استحساناً من النقاد والجمهور، إذ اعتُبر تجسيد ماريس لشخصية ريتشارد من أنجح أدواره. كما أبرز النقاد قدرة شو على طرح قضايا فلسفية من خلال حوار ساخر ومواقف درامية قوية.